# Aïcha Goblet
Aïcha Goblet, pseudonimo di Madeleine Julie Gobelet (Renescure, 28 febbraio 1894 – Parigi, 27 giugno 1972), è stata una modella, attrice teatrale e danzatrice francese, molto nota nella Parigi degli anni folli.

## Biografia

### Primi anni
Madeleine Julie Gobelet nacque a Renescure, nel Nord, nel 1894, gemella di suo fratello Henri, che era nato qualche ora prima di lei. Essi erano i figli di Jules Améry Gobelet, morto in Brasile il primo settembre del 1893, e di Marthe Joseph Calin, sua vedova, un'operaia tornata dal Brasile un mese prima di partorire. I Gobelet, entrambi originari di Renescure, erano rispettivamente un domestico e una lavoratrice giornaliera quando si erano sposati, nel 1880. Oltre ai gemelli, la coppia aveva avuto un figlio, Jules Charles, nato due mesi dopo il loro matrimonio, e altre due figlie, Marie Antoinette e Marie Julienne, nate nel 1885 e nel 1887 a Clairmarais, nel Passo di Calais.
Nel 1911, Madeleine si trasferì con sua madre e sua sorella maggiore a Nœux-les-Mines. In seguito, molte notizie false o difficilmente verificabili sulla sua giovinezza circolarono sulla stampa: pertanto, si raccontava (o lei stessa lo raccontò) che ella nacque ad Hazebrouck o a Roubaix, che i suoi genitori ebbero dieci figli, oppure che lei aveva cominciato a lavorare come cavallerizza in un circo all'età di sei anni. Per quanto riguardava le sue origini, spesso si diceva che sua madre fosse fiamminga, e talvolta che suo padre fosse sudamericano, argentino o martinicano. Nel 1950, nel suo libro Montparnasse, André Salmon ipotizzava che suo padre fosse un artista in un circo ambulante. Aïcha diceva di essere l'unica donna nera della sua famiglia e disse che suo fratello gemello era "biondo come il grano".

### Carriera
Aïcha Goblet raccontò più versioni degli inizi della sua carriera, nel 1911: secondo una versione, sarebbe stata notata per strada dal pittore Jules Pascin che poi avrebbe incontrato al café de l'Ogive, a Parigi; oppure, mentre stava lavorando a un circo di Clamart, due uomini le si sarebbero avvicinati per proporle di diventare una modella, lei avrebbe accettato di andare al café du Dôme e lì avrebbe incontrato Pascin. In questo periodo ella posò solo per questo pittore, ma non posò mai nuda per lui.
Dopo un anno, Aïcha smise di posare per Pascin, ma gli rimase vicina fino alla sua morte, nel 1930. Si rese indipendente dalla sua tutela e, con il nome di Aïcha, divenne un'icona del quartiere di Montparnasse, allora dominato dalla grande figura di Alice Ernestine Prin, detta "Kiki". Altri grandi artisti la presero come modella, come Félix Vallotton, Man Ray, Henri Matisse o Moïse Kisling. Aïcha appariva più spesso mentre indossava un turbante dai colori scintillanti. Ella organizzava anche vari dibattiti e varie riunioni, come il "dîner Aïcha" a La Coupole.
Nel 1920, ispirò lo scrittore di romanzi André Salmon per la protagonista del suo romanzo La Négresse du Sacré-Cœur. Nello stesso anno, ella cominciò a lavorare sia come attrice che come danzatrice degli spettacoli di varietà. In particolare, interpretò vari ruoli in alcune delle opere teatrali messe in scena da Gaston Baty, assieme al comico nero Habib Benglia, del quale divenne amica: Le Simoun (1920), Haya (1922), À l'ombre du mal (1924) di Henri-René Lenormand. Nel 1925, nell'opera teatrale La Cavalière Elsa di Paul Demasy, tratta dal romanzo di Pierre Mac Orlan, Aïcha Goblet recitò a petto nudo: allora la nudità non era ancora accettata sul palco, soprattutto se si trattava di artiste bianche. Secondo la storica Sylvie Chalaye, i critici dell'epoca la lodarono solo per la "[sua] figura e la [sua] nudità". Come per Habib Benglia, era il suo aspetto, piuttosto che la sua recitazione, a interessare la stampa e il pubblico. Nel 1928, recitò nuovamente svestita in Départs di Simon Gantillon, il che suscitò dei commenti ambigui: se è pur vero che per molti ella meritava gli applausi, come gli altri comprimari dell'opera, la si presentava come "una mulatta la cui frenesia è pari alla mancanza di pudore" o che "mostra il suo seno con una soddisfazione evidente".
Nel 1926, Aïcha Goblet abitava all'11 bis di rue Jules-Chaplain. Divenne la compagnia e la modella del pittore Samuel' Hranovs'kyj.
A cavallo degli anni 1930, quando la sua carriera da modella terminò, ella continuò a frequentare i caffè di Montparnasse e a raccontare i suoi ricordi ad alcuni giornalisti, come Henri Broca o Emmanuel Bourcier. André Salmon la mise in contatto con il direttore di una rivista alla quale portò un riassunto delle sue memorie. Salmon racconta: "Finita la lettura, Aïcha venne invitata cortesemente a passare nello studio attiguo all'ufficio letterario, con il fine preciso di spogliarsi di ogni vestito e posare dinnanzi all'obiettivo con la stessa semplicità come nello studio, sulla pedana da modella. Il risultato furono due scatti affascinanti." Quel che emerse da questa intervista fu un articolo breve, illustrato da tre fotografie di nudo, pubblicato su Mon Paris.
Nel 1935, Aïcha Goblet recitò per l'ultima volta in un'opera teatrale, Hôtel des masques di Albert-Jean. Lasciò il quartiere di Montparnasse per recarsi a Montmartre, e non si parlò più di lei.
Aïcha Goblet morì nel 1972, nella sua casa parigina al numero 100 di rue Lamarck.

### Eredità
Secondo Michel Fabre, malgrado l'oblio nel quale era finita, Aïcha Goblet, assieme ad altre artiste nere come Lucy (Julie Luce) o D'al-Al (Simone Luce), ha aperto la strada a Joséphine Baker.
Nel 2018, la villa Le Fleur, un museo privato polacco, espose dei ritratti di Aïcha Goblet durante una mostra intitolata Kobiety Montparnassu ("Le donne di Montparnasse"). L'anno seguente, molte opere che la ritraevano vennero esposte alla mostra Le Modèle noir, de Géricault à Matisse al museo d'Orsay.

## Lista (non esaustiva) di opere per le quali fece da modella

### Dipinti e disegni

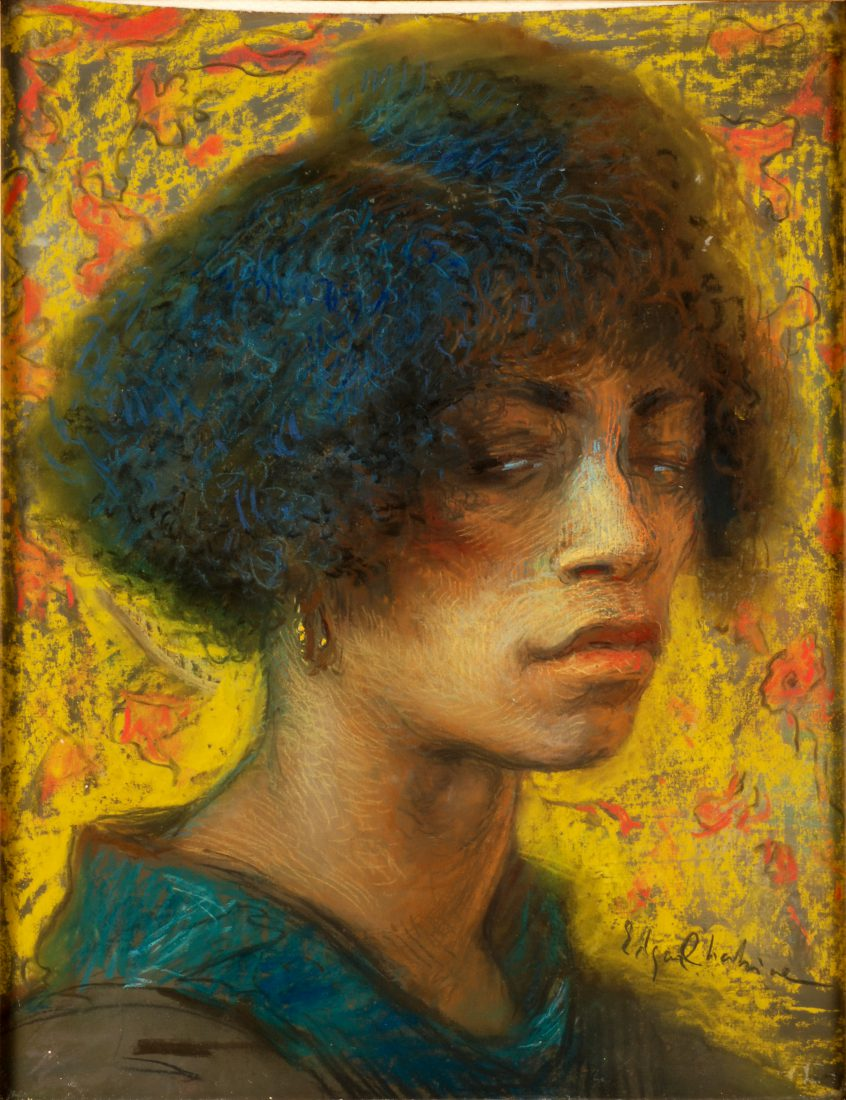
Edgar Chahine, Ritratto di Aïcha, 1920 circa, Parigi, museo armeno di Francia

- Henri Hayden, Portrait d'Aïcha, 1913, olio su tela, 80,3 x 60 cm, collezione privata[28]
- Edgar Chahine, Aïcha, 1913, incisione, tiratura di 50 esemplari, 36 x 35,7 cm[29]
- Tsuguharu Foujita, Portrait d'Aïcha, modèle de Montparnasse[30] e vari disegni,[31][32] 1914
- Henri Matisse, Aïcha et Lorette, 1917, olio su tela, 37,5 × 46,4 cm, collezione privata[27]
- Moïse Kisling, Portrait d'Aïcha, 1919, olio su legno di mogano, 45,3 × 40,5 cm, collezione privata[27]
- Henry Ottmann, Courtisane endormie, 1920, olio su tela, 135,5 × 174,5 cm, Parigi, musée national d'Art moderne, inv. LUX.0.143 P
- Edgar Chahine, Ritratto di Aïcha, 1920 circa, pastello, 35 x 27 cm, Parigi, Museo armeno di Francia[33]
- Félix Vallotton, Aïcha, 1922, olio su tela, 100 × 81 cm, Amburgo, Kunsthalle, inv. HK-5739[27]
- Samuel' Hranovs'kyj, Nu (Aïcha), 1925, pastello su carta, 61 × 79 cm, collezione privata[34]
- Samuel' Hranovs'kyj, Nu de dos, Aïcha, 1926, pastello su carta, 80 × 64 cm, collezione privata
- Jacques Mathey, Le Modèle Aïcha, 19??, olio su cartone, 73 x 91 cm, collezione privata
- Kees Van Dongen, Aïcha allongée, 19??, olio su tela, 50,5 x 79 cm, collezione privata[35]

### Fotografie
- Man Ray, Le Modèle Aïcha, 1922, collezione privata
- Marc Vaux, Portrait d'Aïcha, 19??, Parigi, Centro Pompidou-MNAM/CCI-Biblioteca Kandinskij, fondo Marc Vaux, inv. MV2551[36]
- Marc Vaux, Portrait d'Aïcha, modèle de Montparnasse, 19??, Paris, Centre Pompidou-MNAM/CCI-Biblioteca Kandinskij, inv. CRE 8.44

### Sculture
- Cecil Howard, Nubienne, 1912-1913
- Jeanne Tercafs, Femme malgache, o La Mulâtresse, o Portrait d’Aïcha Goblet, 1934 circa

## Teatro
- 1920: Le Simoun di Henri-René Lenormand, regia di Gaston Baty, Comédie Montaigne[18]
- 1922: Haya di Herman Grégoire, regia di Gaston Baty, Comédie des Champs-Élysées: Nyota[37]
- 1924: À l'ombre du mal di Henri-René Lenormand, regia di Gaston Baty, Studio des Champs-Elysées
- 1925: La Cavalière Elsa di Paul Demasy, d'après le roman de Pierre Mac Orlan, Studio des Champs-Élysées: La Deva[38]
- 1928: Départs di Simon Gantillon, regia di Gaston Baty, théâtre de l'Avenue
- 1935: Hôtel des masques di Albert-Jean, regia di Gaston Baty, théâtre Montparnasse